# 胡開文
胡開文（16世紀—17世紀），字質夫，號雲心，南直隸松江府華亭縣人，明朝政治人物。

## 生平
胡開文是萬曆四十年（1612年）壬子科應天鄉試舉人，天啟二年（1622年）會試中式，但到崇禎元年（1628年）才參加殿試成進士，獲授烏程知縣，待人以誠，大計時其幕客對他說：「入京後可能有問及烏程的酒，會怎樣回答？」他說：「我直道：『我從不飲酒，不知其味道。』」五年（1632年）改調嵩縣，為當地軍餉晝夜奔走，以應付官兵剿滅流寇，又抑制狡猾胥員、讓土豪斂息除去民患；詢民疾苦；親自買糧，官養馬匹不會騷擾人民；重修學校，體恤貧士，水災期間捐出數百錢斗米，官至刑部員外郎。

## 引用
1. 1 2  光緒《重修華亭縣志·卷十七·人物六》：胡開文 字質夫，天啟二年【崇禎元年】進士，授烏程知縣，開誠待人，當大計，幕客曰：「入京設有問及烏程酒者，何以答之？」開文曰：「我直云：『素不飲酒，未知其味。』」竟改調，厯官刑部員外郎。 《松風餘韻》
2. ↑  光緒《重修華亭縣志·卷十二·人物一》：進士……明……崇禎元年戊辰科 劉若宰榜 胡開文 壬戌中式，補廷試，見備考……舉人……明……（萬曆）四十年壬子科 張瑋榜……胡開文 見進士……以上府學
3. ↑  光緒《烏程縣志·卷九》：知縣……崇禎 胡開文 字質夫，號雲心，南直隸華亭人，元年進士本年任，調嵩縣。
4. ↑  乾隆《嵩縣志·卷二十三·人物》：胡開文，字質甫，華亭人，戊辰進士。崇禎五年任，時官兵勦流寇者雲集境內，軍餉一責於縣，開文自夜達旦奔走假貸，王鐸《學記》云開文制猾胥、戢土豪，以除民患；詢民疾苦，親糴漕米，官養馬匹不累於幫協派擾；重修學校，貧士尤賙恤之，又水旱荐臻斗米數百錢，民無流離之苦，亦留心撫字者也。